# Natación vestida

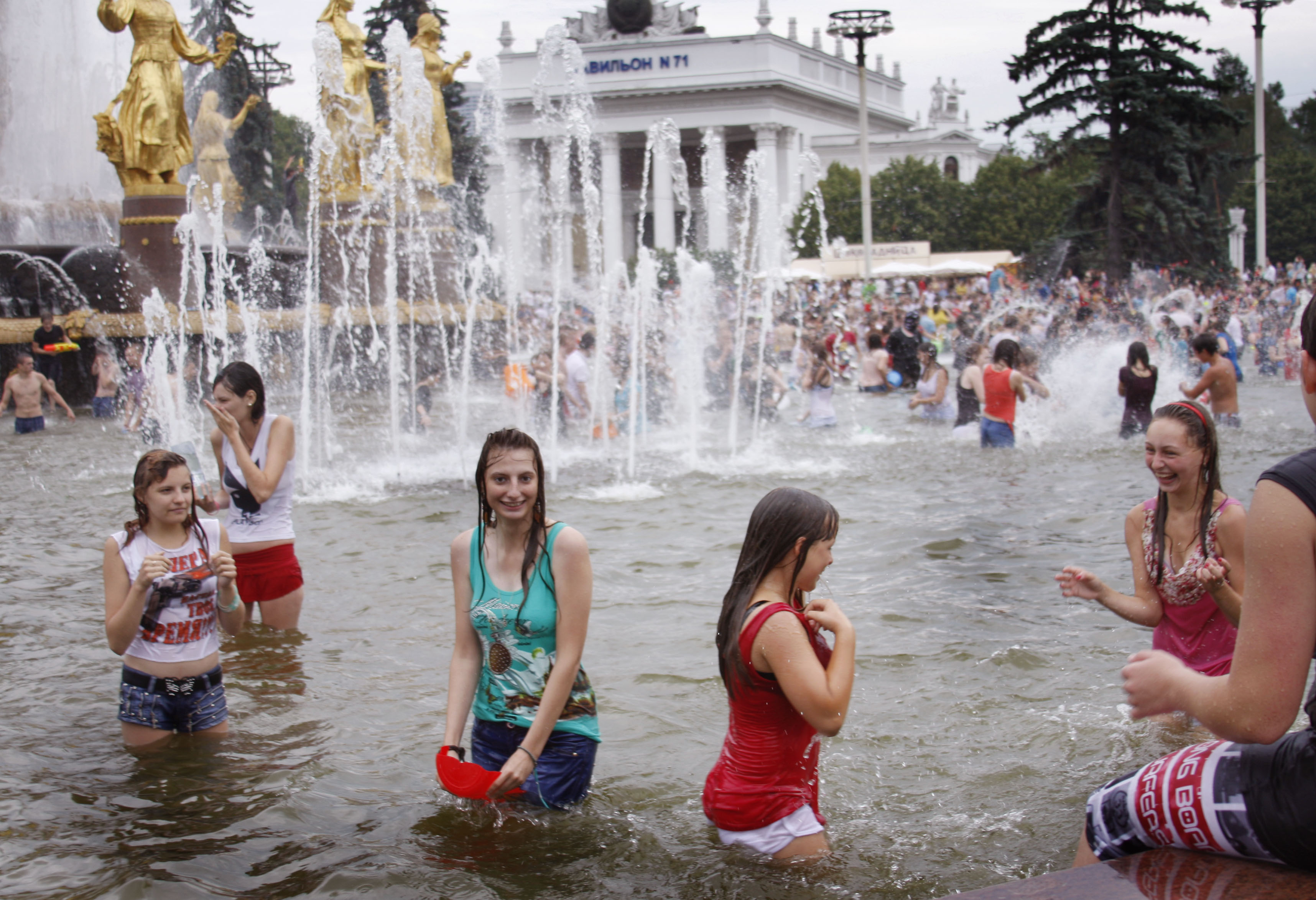
Personas nadando con ropa en una fuente de Moscú.

La natación vestida es nadar en un cuerpo de agua mientras se usa ropa general y no una malla o un traje acuático. Se enseña como técnica contra un eventual accidente acuático.

## Técnica

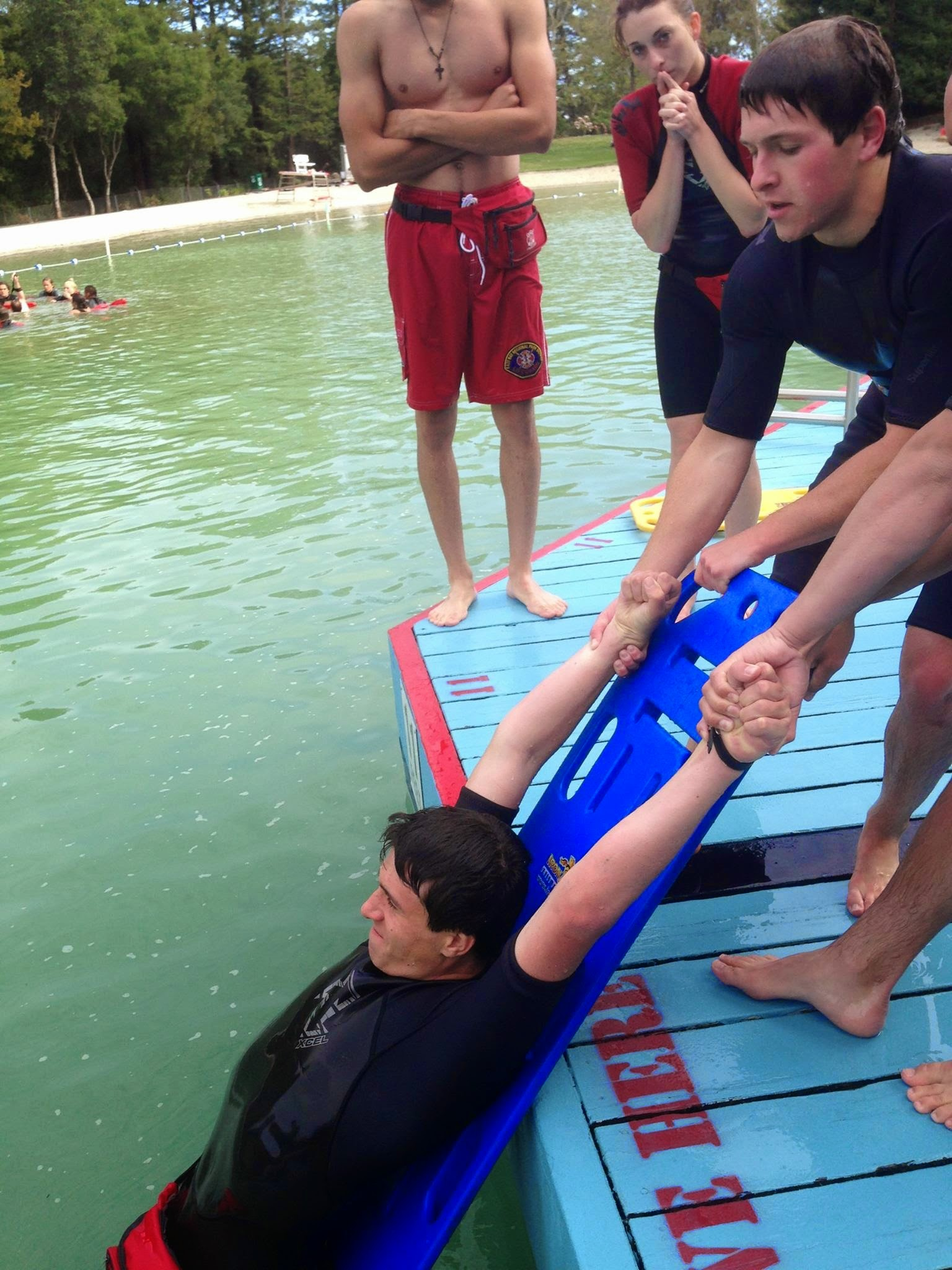
Guardacostas estadounidenses entrenando natación vestida.

Nadar con ropa normal es dificultoso porque ésta absorbe agua y se vuelve pesada, ocasionando una resistencia mayor y una drástica restricción de movimiento. Incluso para una persona que es buena nadadora; con la ropa mojada se quedará sin fuerza muscular por el peso y se ahogará después de un tiempo.
Los movimientos apropiados del cuerpo en el caso de trajes de baño y los movimientos apropiados en el caso de usar ropa de tierra, son muy diferentes y se consideran habilidades separadas. Si se aprende la técnica, se es más fácil flotar en el agua.

## Educación
La instrucción se realiza en piscina corta y tiene como objetivo aprender las condiciones de nadar vestido, para los casos de inundación, caer a un cuerpo de agua o en un naufragio. Se aprende a nadar hacia la orilla, flotar para sobrevivir hasta que llegue el equipo de salvamento acuático y utilizar algún elemento (botella de plástico, bolsas de basura, una mochila) como flotador improvisado.
Los guardavidas entrenan constantemente vestidos con ropa normal, en simulación de un caso de desastre y para adquirir diversas habilidades bajo el agua.

## Cultura

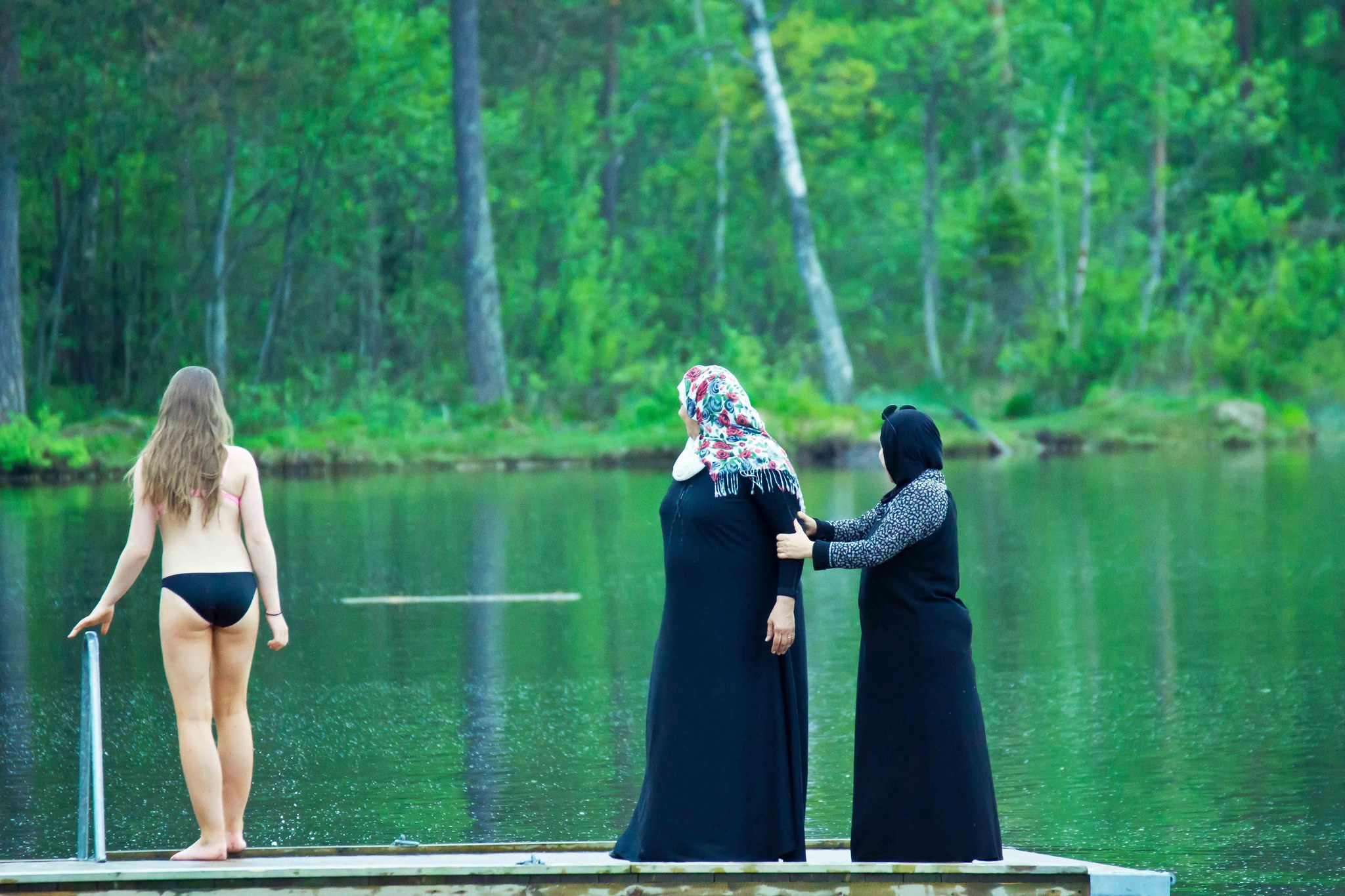
Mujeres islámicas en traje de baño, observan a una noruega con bikini.

En algunos países usar ropa normal para nadar en una piscina o tomar un baño de mar, es común debido a la cultura y alguna religión.
En Australia, los Países Bajos y el Reino Unido; países donde hay muchos canales, saber nadar vestido es muy importante y se enseña en la natación. Se estima que en éstas naciones los padres envían a sus hijos a una escuela de natación alrededor de los 5 años, la tasa de ahogamiento es aproximadamente 9 veces menor que en otros países y la mayor cantidad de nadadores federados cursa la escuela primaria.
En el sudeste Asiático muchos hombres y mujeres nadan con ropa normal en países de baja latitud como: Filipinas, la República de China, Tailandia y Vietnam.
El mundo árabe impone a las mujeres nadar con ropa, para reducir la exposición de la piel por el islam.
La NASA lleva a cabo entrenamiento de natación con ropa de astronauta. Existe la posibilidad de que un transbordador espacial, cuando regrese a la Tierra, se estrelle en el océano.

## Otros usos

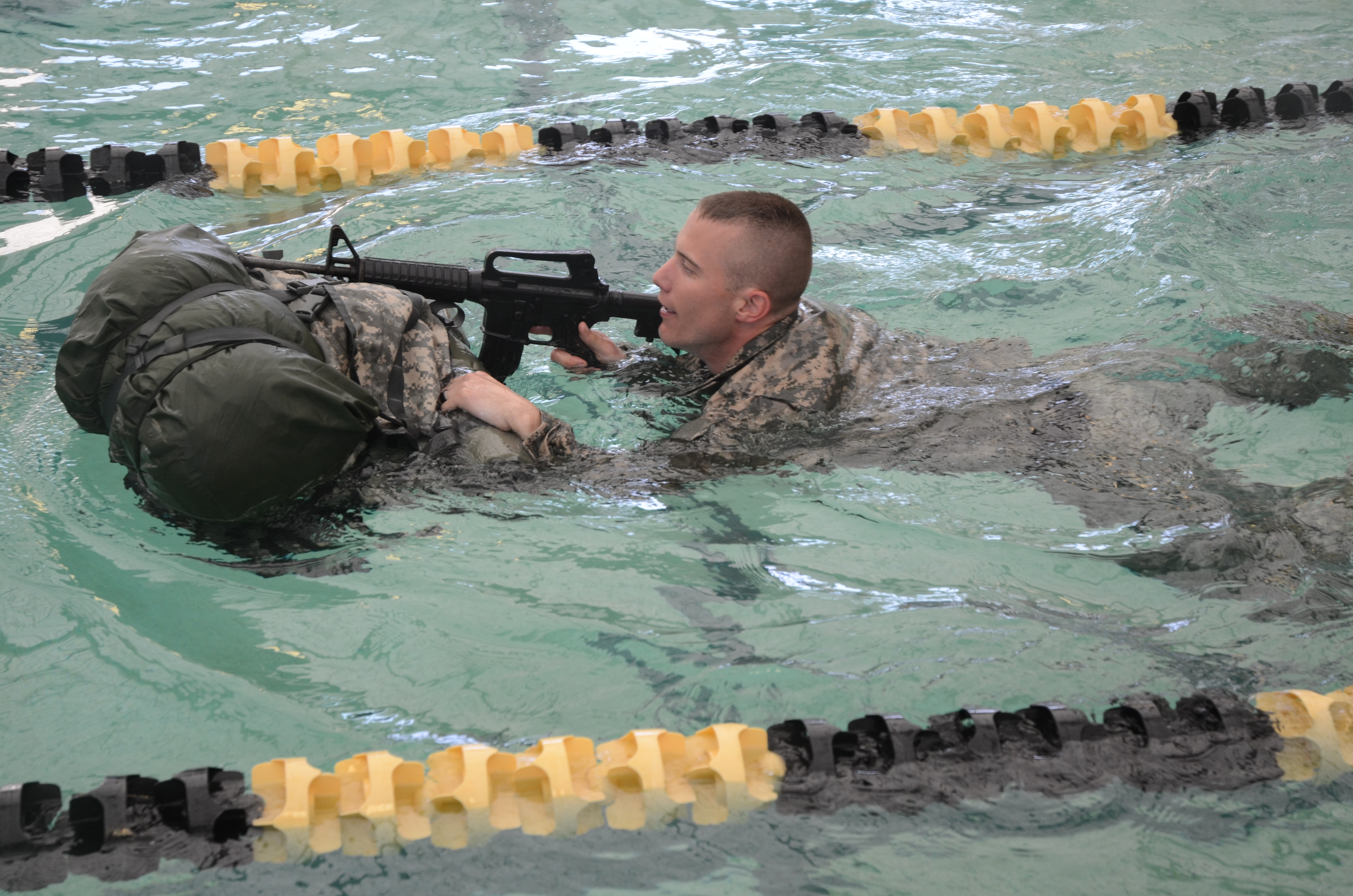
Los militares entrenan natación vestida.

En Yomiuriland se llevó a cabo de 1964 a 1997 un musical de ballet submarino. Era interpretado por artistas vestidos con leotardos y tutú de ballet, en un enorme acuario de 11 metros de profundidad y lleno de 4.300 toneladas de agua.

### Salud
El baño de mar, en áreas de baja latitud como los trópicos y subtrópicos, expone a una fuerte radiación ultravioleta y en algunos lugares se debe usar ropa para evitar exponer la piel. Además, la caliza puntiaguda de un arrecife de coral puede dañar y usar cierta ropa (gruesa) lo evita.

### Fuerzas armadas
En la instrucción militar, la natación vestida es una técnica obligatoria que se enseña en todo el mundo. Los militares deben nadar vistiendo uniforme de combate, portando su fusil y aferrándose a la mochila de campaña como flotador, además de cualquier otro eventual elemento.
La koryū budō enseñaba a los samurái a nadar usando su armadura y kabuto.